# Ferrol
Ferrol (talora: El Ferrol e, tra il 1938 e il 1982, El Ferrol del Caudillo, 66 065 abitanti nel 2019) è un comune della Spagna nord-occidentale della provincia della Coruña, nella comunità autonoma della Galizia.
Il nome di El Ferrol del Caudillo fu dovuto al fatto che la città diede i natali al dittatore Francisco Franco, al potere in Spagna tra il 1936 e il 1975 e che impose nel 1938 al suo luogo di nascita il toponimo derivato dal soprannome el Caudillo (spagnolo per duce o condottiero) con cui fu noto in patria e internazionalmente.

## Geografia fisica

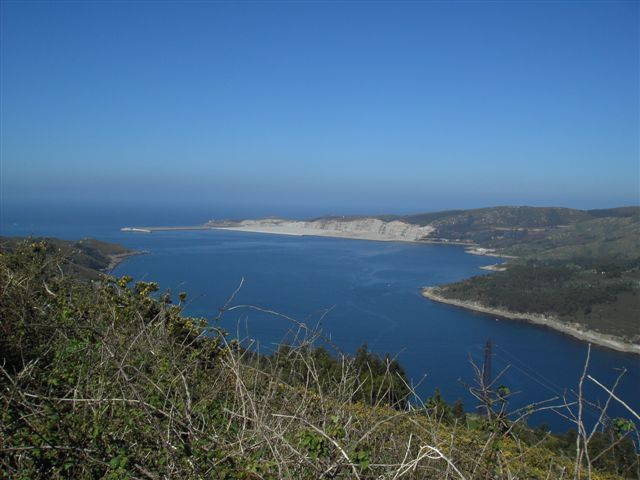
Ría Ferrol

Posizionata nel nord-ovest della penisola iberica, Ferrol si affaccia sulla profonda insenatura che prende lo stesso nome e che forma un porto naturale al riparo dall'Oceano Atlantico tramite le colline che costeggiano la rientranza strutturata come un fiordo.
Il relativo sviluppo mercantile dello scalo navale è dovuto alla concorrenza con il porto della vicina La Coruña, che dista una ventina di chilometri in linea d'aria a sud-ovest, e dall'assenza di ferrovia della quale Ferrol venne dotata soltanto nel 1904. Gli storici cantieri navali sono perciò sostituiti da una darsena con le attività tipiche di officine e fonderie. Non lontano si trovano La Graña, base oceanica per sommergibili, e una chiesa del X secolo attorniata da rovine megalitiche di origini celtiche.
Il toponimo deriva probabilmente da “farol”, dato che un faro si trovava proprio all'imbocco del porto. L'abitato è composto dal centro originario, chiamato Ferrol Vello - nucleo medievale composto da stretti e tortuosi vicoli - e dall'espansione successiva sviluppatasi in direzione nord ovest. Il clima è oceanico. In inverno le temperature medie si aggirano attorno agli 8 °C. Da maggio a settembre le temperature variano da 20 a 25 °C. Tranne d'estate, le giornate di pioggia sono frequenti.

## Storia

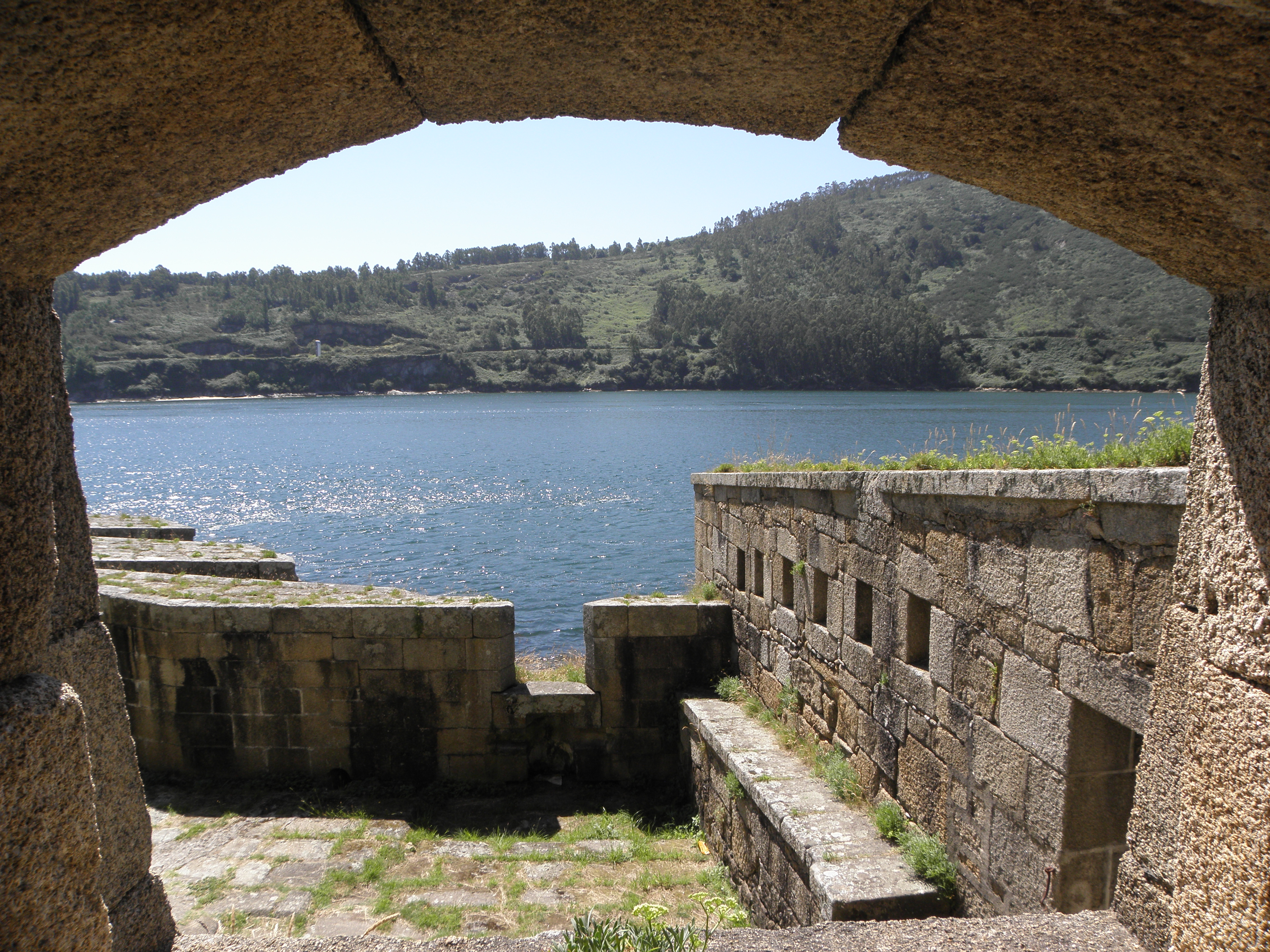
Ría de Ferrol dal Castelo de San Felipe

La località era originariamente un insediamento preistorico risalente all'età del ferro. È Pomponio Mela il primo storico a riferirsi a Ferrol, citando il Magnus Portus Artabrorum con riguardo alle insenature di Pontedeume, Betanzos e Ferrol. L'insediamento originario si sviluppò gradualmente durante il periodo medievale attorno al nucleo costituito dalla chiesa di San Xiao, evolvendosi in un centro di una certa rilevanza che per la posizione geografica era votato alla pesca e alle attività marinare e divenendo nel tempo un crocevia di rotte commerciali marittime. Nel 1371 Ferrol passò sotto il controllo dei conti di Andrade, e in quel periodo il porto venne potenziato dalle rotte seguite dalle imbarcazioni provenienti dal Nord Europa che trasportavano i pellegrini diretti a Santiago di Compostela, e dalle vie commerciali delle navi salpate dai porti delle Fiandre o da quelli veneziani.
Il Cinquecento fu il secolo d'oro per il porto di Ferrol: la corona spagnola trasformò lo scalo commerciale e passeggeri in porto militare, e Ferrol divenne l'attracco della flotta reale. Nello stesso secolo, si provvide a costruire opere di difesa dell'approdo, con l'edificazione nel 1577 del Castello di San Felipe collocato in posizione strategica. A protezione del porto, di notte veniva tirata una catena fra il forte di San Felipe e il Castello di San Martín — le cui rovine sono poste sulla sponda opposta — in modo da sventare attacchi navali nemici. Cosa che avvenne nel 1594, anno in cui la flotta inglese cercò di impadronirsi del porto galiziano, fallendo nell'impresa. Nello stesso secolo, Ferrol fu quasi completamente devastata da un incendio.
Grazie alla felice posizione, nel 1726 i Borboni elessero Ferrol capitale del dipartimento marittimo del nord della Spagna. Questo, a partire dal 1749, comportò la costruzione di molte opere infrastrutturali, fra le quali un cantiere navale militare con la capacità di cento navi. Ferrol, in cui trovò residenza la grande massa di mano d'opera addetta alla ristrutturazione dello scalo, divenne in breve la città più popolosa dell'intera Galizia.
Il 25 agosto del 1800 si svolse nelle acque galiziane un'altra battaglia navale fra la flotta spagnola e quella inglese, che vide quest'ultima soccombente. In quest'occasione gli abitanti di Ferrol vennero glorificati da Napoleone Bonaparte, raggiante della disfatta inglese. Nel secolo XIX continuarono i successi dell'industria navale dell'area: il 1858 vide il battesimo della prima imbarcazione spagnola a vapore, nel 1881 si ebbe il varo della prima nave con lo scafo di ferro, infine ai primi del XX secolo risale l'inaugurazione della España, la prima corazzata iberica. Successivamente il settore navale subì una crisi che culminò negli anni ottanta del secolo passato, con una lieve ripresa all'inizio del duemila. A fianco della tradizionale industria pesante, rifornita dalle materie prime di origine minerale provenienti dalle zone circostanti, ha avuto un notevole sviluppo l'industria della pesca e dei prodotti a essa legati.

## Monumenti e luoghi d'interesse

### Architetture religiose

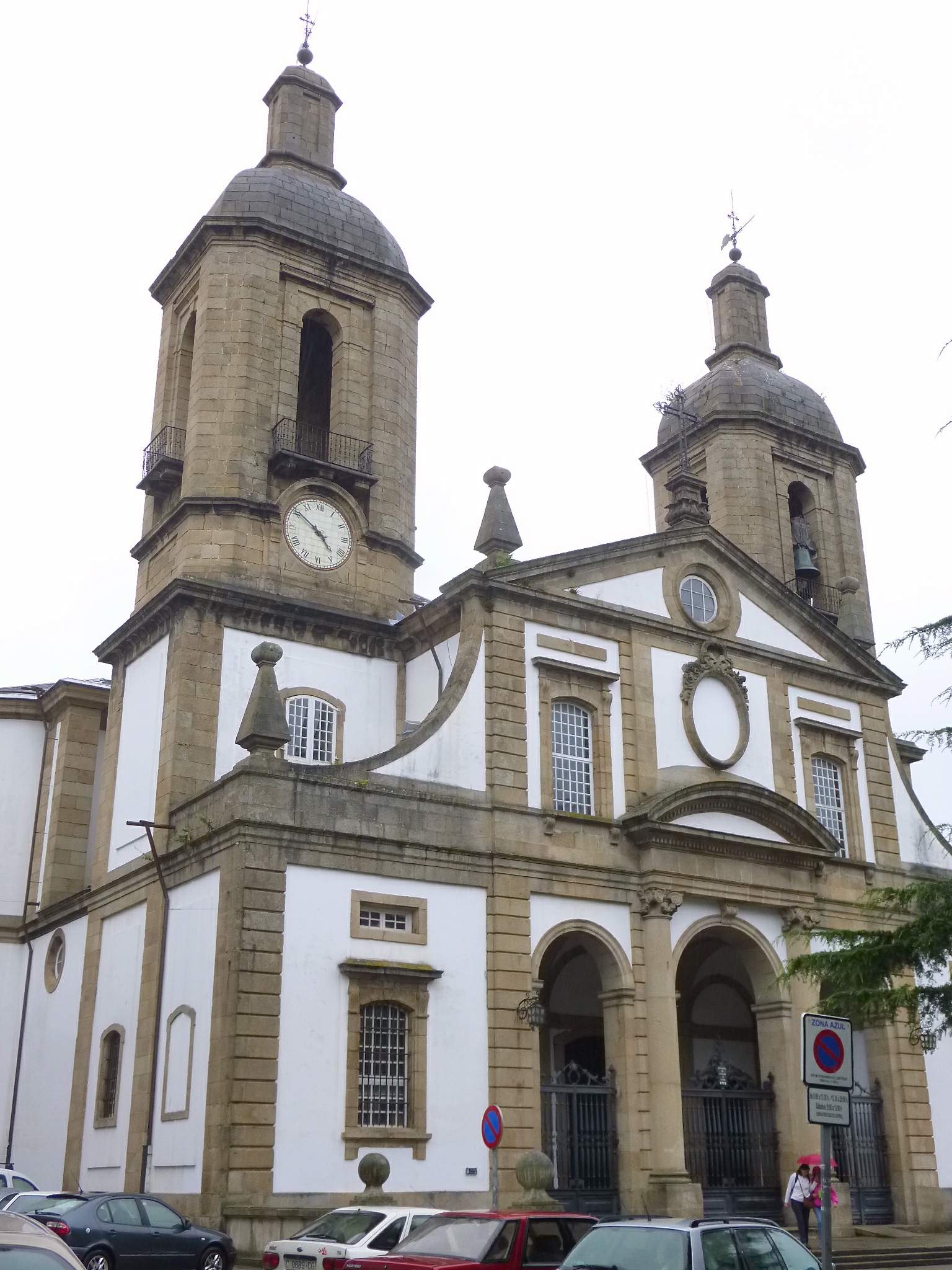
Cattedrale di San Julián
Edificata in stile neoclassico fra il 1766 e il 1772 sotto la responsabilità dell'architetto Julián Sánchez Bort, si sviluppa su una pianta a croce greca e armonizza l'opera scultorea del granito estratto in zona con gli stucchi delle volte. Di Carlos do Porto è la grande pala d'altare dedicata all'eucaristia, affiancata da due pale laterali: una raffigura Cristo della Misericordia, l'altra la Madonna con le scultura lignea della Vergine del Rosario; e quattro pale minori sono alloggiate nelle cappellette. La chiesa non appartiene ad alcun ordine religioso.

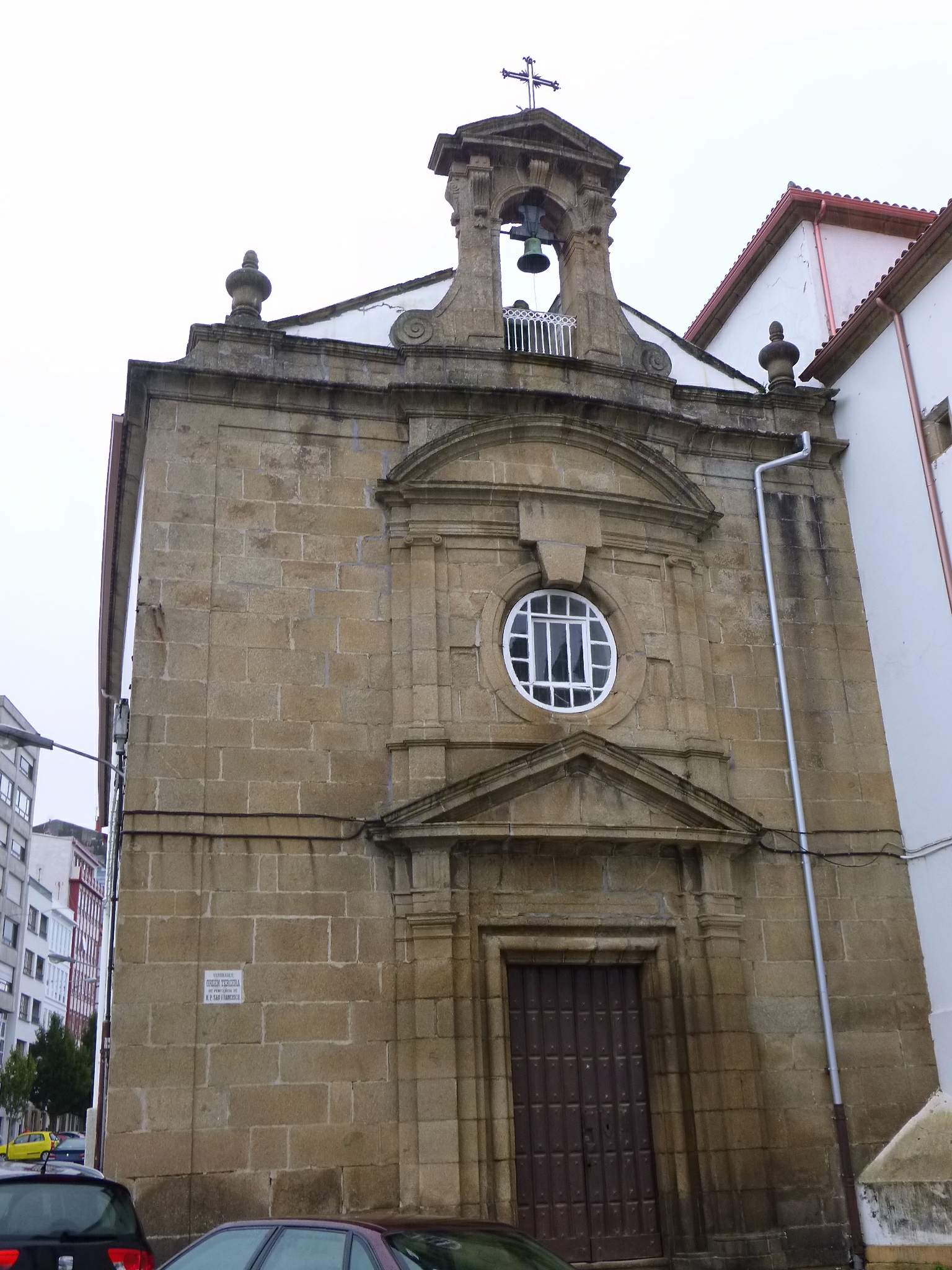
Cappella del terzo ordine di San Francesco
Edificio assai semplice, presenta una pianta rettangolare con una singola navata. La costruzione dell'edificio iniziò nel 1763 per terminare tre anni dopo. La chiesa si appoggia al muro della basilica del convento francescano, e sorse su un'idea di Pedro Lizardi, architetto basco che si era recato a Ferrol per partecipare alle costruzioni del porto. Per i primi due anni le opere di edificazione procedettero a rilento, finché fu deciso di affidare i lavori a Luis De Antocha. La chiesa ospita la pala maggiore, opera di Carlos do Porto e Juan Calvelo, che segna la discontinuità con la tradizione spagnola di sovrabbondanza, essendo invece un esempio di pittura austera e poco incline alla ricercatezza, in questo senso in sintonia con la religiosità francescana.

### Architetture civili
Barrio de la Magdalena

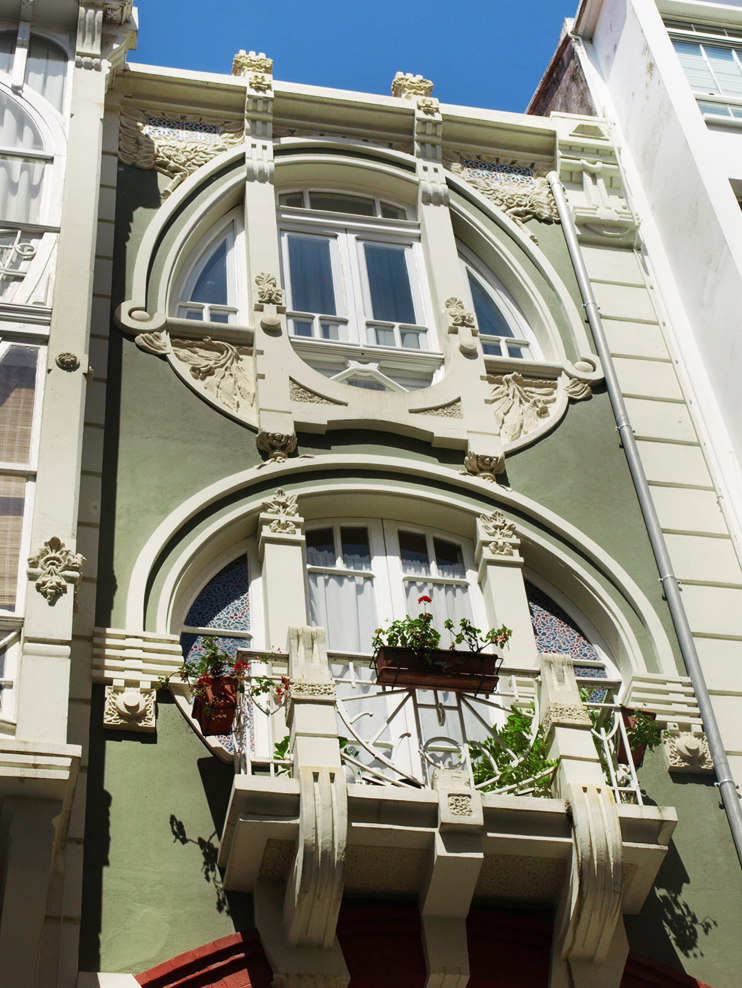
Casa Pereira II

Il quartiere si estende parallelamente ai cantieri navali, e ha un disegno rettangolare composta da sei vie lunghe e dritte che si incrociano con traverse perpendicolari. È una zona riservata alla fascia benestante della popolazione: ufficiali di marina, professionisti, commercianti. Gli edifici sono costruiti in stile neoclassico: spiccano grandi balconi di ferro battuto e verande vetrate, a richiamare i castelli di poppa dei velieri, che diventeranno tratti distintivi dell'architettura galiziana. A queste costruzioni si affiancano splendidi palazzi del primo novecento in stile liberty, dal disegno elaborato e fantasioso. Oltre ai più celebri monumenti di Ferrol, quali per esempio la cattedrale e il teatro Jofre, nell'area si trovano anche il Mercato de la Magdalena, il Correo Gallego, l'Antico “Banco de la Coruña”, il Banco Hispanico e diversi edifici fra i quali Casa Pereira I e II; molti di essi sono dovuti alla creatività dell'architetto Rodolfo Ucha Piñeiro.
Il Barrio de la Magdalena è un'area piena di negozi e di bar, molti dei quali all'aperto. A ovest il quartiere è limitato dal Parque Raíña Sofía, originariamente l'orto dei Francescani. Al suo interno sono situati un parco musicale, una fontana proveniente da Parigi dove fu acquistata nel 1889, il giardino dell'Acquascienza, dove è possibile studiare i fenomeni idrici e le proprietà dell'acqua attraverso dispositivi interattivi di valore didattico, l'Aula di Ecologia Urbana, che studia la storia della città dal punto di vista antropologico e dello sfruttamento delle risorse ambientali.

### Architetture militari
Castello di San Felipe

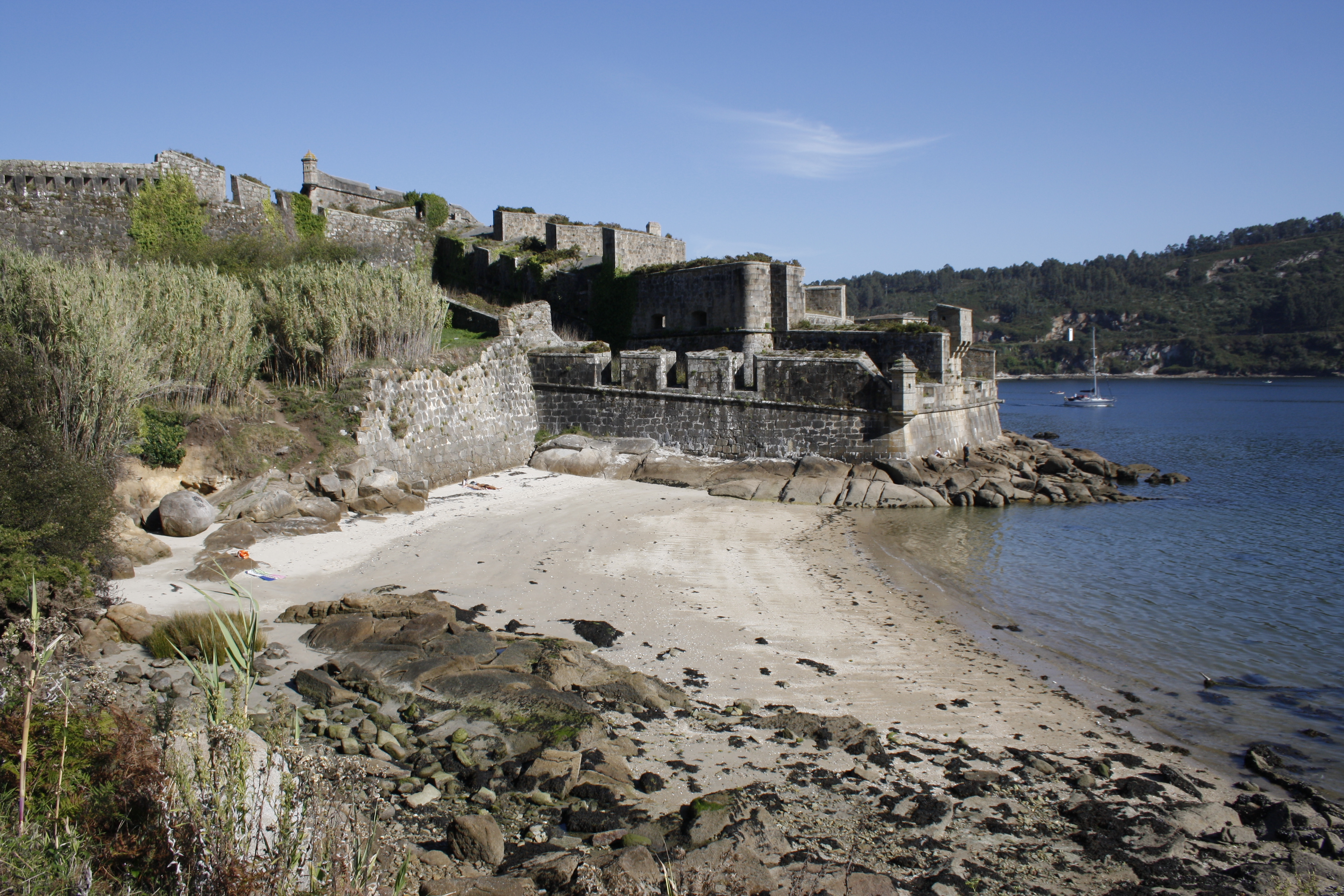
Scorcio del castello

L'edificazione della fortezza è legata alla posizione strategica di Ferrol che guarda all'Atlantico, e alla scoperta dell'America, evento che pose alla Spagna il problema dell'approvvigionamento della flotta reale e del suo riparo. Per questi motivi, verso la fine del secolo XVI venne iniziata la costruzione di una rozza fortificazione che prese il nome dal santo patrono del re spagnolo ideatore della costruzione Filippo II. Nel 1731 e poi nel 1771, la fortezza originaria fu incorporata in una struttura più ampia e possente eretta soprattutto con scopi difensivi: ne sono testimonianza le batterie di cannoni rivolti verso il mare allo scopo di fronteggiare eventuali minacce navali, ma anche le massicce mura ideate per respingere un eventuale attacco via terra.
Il Castello di San Felipe faceva parte di un imponente baluardo difensivo che comprendeva il concorso anche del Castello de la Palma e di quello di San Martín, eretti sulla riva opposta. Assieme, le tre fortezze costituivano un triangolo di fuoco in grado di respingere vascelli invasori che si fossero insinuati nell'insenatura. Nel 1693 il sistema difensivo che traguardava i tre forti dimostrò la sua efficacia ricacciando l'assalto della flotta francese comandata dall'ammiraglio Henri d'Escoubleau de Sourdis.
Aperto al pubblico tutto l'anno, permette di ammirare una delle migliori fortezze militari dell'epoca e di contemplare la riva opposta e l'intera insenatura.
Il 27 gennaio 1938 contro il muro del castello venne fucilata Amada García Rodríguez, quando aveva 27 anni. Era stata arrestata quando era incinta, condannata a morte, e si era atteso che nascesse il figlio per dar seguito alla sua esecuzione.

## Società

### Evoluzione demografica
| 1857                                              | 1877   | 1887   | 1900   | 1910   | 1920   | 1930   | 1940   | 1950   | 1960   | 1970   | 1981   | 1996   | 2000   | 2005   | 2010   | 2015   | 2019   | 2020   |
| ------------------------------------------------- | ------ | ------ | ------ | ------ | ------ | ------ | ------ | ------ | ------ | ------ | ------ | ------ | ------ | ------ | ------ | ------ | ------ | ------ |
| 18.669                                            | 23.848 | 25.701 | 25.281 | 26.331 | 30.350 | 35.563 | 59.829 | 77.030 | 74.766 | 87.736 | 87.691 | 83.048 | 81.255 | 77.155 | 73.638 | 69.452 | 66.065 | 65.560 |
| Fonte: Censo de población (INE Archivo) / INEbase |        |        |        |        |        |        |        |        |        |        |        |        |        |        |        |        |        |        |

Evoluzione della popolazione di Ferrol da 1877. (Fonte: Censos de población INE )

## Manifestazioni

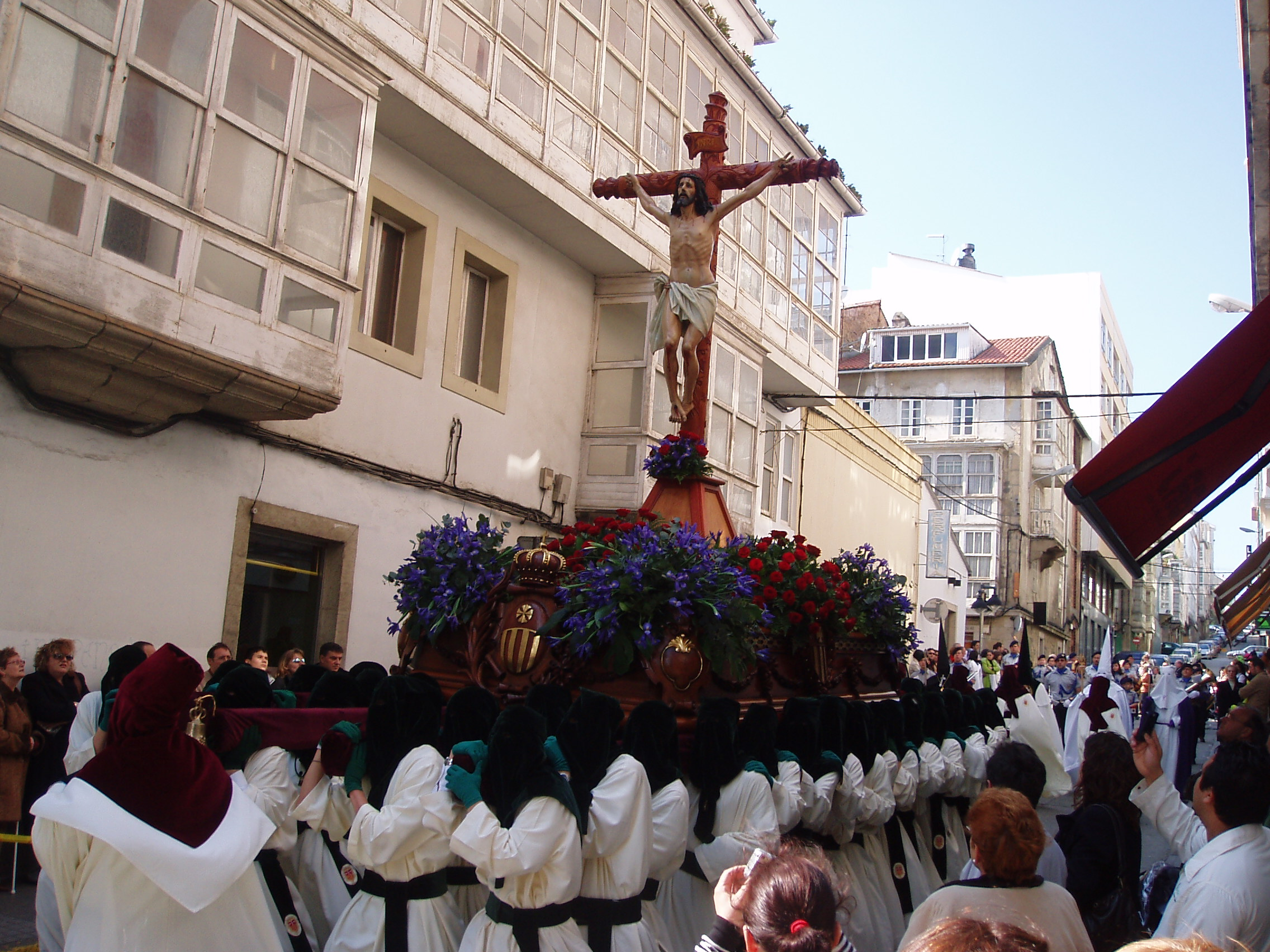
Processione della Settimana Santa

Ferrol è ricca di festeggiamenti e celebrazioni. Con le “Luminarias de San Juan”, per scacciare gli spiriti maligni il 23 giugno la notte è illuminata da falò che diffondono per la città l'odore di fumo assieme a quello di sarde cucinate all'aperto e consumate in strada con panzerotti ripieni, il tutto innaffiato da vino rosso e accompagnato da musica. Nella prima metà di agosto si svolge un festival medievale per le stradine di Ferrol Vello. Rivivono le consuetudini di un tempo con l'esibizione di prodotti artigianali e di cibi tradizionali. Il 31 agosto è il culmine della festa del Santo patrono di Ferrol, celebrato attraverso lo scoppio di fuochi d'artificio che illuminano il cielo notturno. Sulle colline di Ferrol ogni anno si rivive la battaglia di Brión del 1800, nella quale la città ricacciò in mare l'esercito inglese che aveva tentato di invaderla.
L'appuntamento più suggestivo è quello con le celebrazioni della Settimana Santa, che vedono una grande partecipazione popolare in manifestazioni che si tramandano da secoli. Le cerimonie partono dalla Domenica delle Palme, e le rappresentazioni per le strade di Ferrol evidenziano le abilità artigiane degli abitanti nel creare immagini sacre. La manifestazione è talmente sentita che l'amministrazione comunale ha assicurato un adeguato finanziamento, considerandola «parte del nostro DNA».
L'organizzazione poggia su cinque confraternite religiose: la Cofradía de la Merced, la Cofradía de las Angustias, la Cofradía del Santo Entierro, la Cofradía de la Orden Tercera e la Cofradía de Dolores, ognuna delle quali organizza una diversa processione.

## Amministrazione

### Gemellaggi
- Vila do Conde, dal 1973
- Águeda, dal 1999
- Cartagena (Spagna)
- Lugo (Spagna), dal 2000
- Mondoñedo, dal 2004
- Viana do Castelo
- Adelaide (Australia), dal 2010

## Sport
La principale squadra di calcio è il Racing Ferrol, che gioca le partite casalinghe nello stadio A Malata.